# Стрілецький Петро Федорович
Петро Федорович Стрілецький (нар. 5 жовтня 1918 — 22 грудня 1973) — радянський військовик льотчик, Герой Радянського Союзу (1944). У роки німецько-радянської війни командир ланки 3-ї Червонопрапорної ескадрильї 1-го гвардійського мінно-торпедного авіаційного полку 8-ї мінно-торпедної авіаційної дивізії ВПС Червонопрапорного Балтійського флоту.

## Біографія
Народився у селі Криничне Летичівського повіту, Подільської губернії, УНР (нині входить до складу міста Деражня, Хмельницької області, Україна) у селянській родині. Українець. Навчався у Вінницькому будівельному технікумі.
В 1936 році призваний до РСЧФ. У 1939 році закінчив Єйське військово-морське авіаційне училище і отримав направлення на Балтійський флот. Брав участь у радянсько-фінській війні 1939–1940 років.
У боях німецько-радянської війни з червня 1941 року. З серпня 1941 року, виконував його обов'язки командира ескадрильї. За час бойових дій гвардії капітан Стрілецький здійснив 90 бойових вильотів, потопив 4 ворожих транспорти загальною водотоннажністю у 17 000 тонн, поставив 30 мін на фарватерах противника. Під час блокади Ленінграду бомбардував залізнодорожні вузли: Гатчина, Волосово, Луга, Тосно, Мга. Завдавав бомбових ударів по Гельсінкі, військово-морських базах у Таллінні та Котці. Попри сильний зенітний вогонь та прожектори противника провів за одну ніч 5 вильотів на бомбардування важливого дорожнього вузла і опорного німецького пункту Ропша.
Під час свого останнього бойового вильоту, 27 лютого 1944 року, був сильно поранений, проте зміг довести літак на свій аеродром, врятувавши екіпаж свого бомбардувальника, і лише потім знепритомнів. 
Після війни закінчив Військово-морську академію та продовжував службу у Військово-Морському Флоті СРСР.
З 1957 року підполковник П. Ф. Стрілецький вийшов у запас. Жив у місті Калінінград (нині місто Корольов) Московської області. Працював інженером на заводі.
Помер 22 грудня 1973 року. Похований на Перловському кладовищі у Москві.

## Нагороди
31 травня 1944 року Петру Федоровичу Стрілецькому присвоєно звання Героя Радянського Союзу.
Також нагороджений:
- орденом Леніна;
- 3-ма орденами Червоного Прапора;
- орденом Червоної Зірки;
- медалями.

## Пам'ять
У Вінниці на приміщенні будівельного технікуму, в якому навчався П. Ф. Стрілецький, встановлено меморіальну дошку. На Перловському кладовищі (ділянка № 1) — надгробний пам'ятник.